# Zdeněk Kraus
Zdeněk Kraus (Brno, 15 juli 1938 - Amsterdam, 25 juli 2022) was een Nederlands regisseur en scenarioschrijver van Tsjechische komaf. Hij was voornamelijk actief bij de televisie en het toneel.

## Levensloop
Kraus studeerde begin jaren zestig film- en televisieregie aan de Filmacademie van Praag. Tevens heeft hij filosofie gestudeerd.
Na het mislukken van de Praagse Lente vluchtte hij in 1968 naar Nederland. Daar ging hij werken bij de televisie, film en het theater. Hij heeft meegewerkt aan drie Nederlandse films en drie Duitse films. Ook is hij dramadocent aan de toneelacademie van Maastricht. Eind jaren 70 volgde hij artistiek leider Jaap Maarleveld op van Toneelgroep Noorder Compagnie in Drachten, totdat dit gezelschap werd opgeheven.
Kraus overleed op 25 juli 2022 in zijn woonplaats Amsterdam.

## Filmografie
Kraus regisseerde (al dan niet alleen) de volgende televisieprogramma's en -series:
- Waaldrecht (1972-1974)
- De waanzin van Huigen van der Goes (1982)
- De schat (1984)
- Drie recht, één averecht (1988)
- Vreemde praktijken (1989-1992)
- Toen was geluk heel gewoon (1994-2009)
- Alle kinderen de deur uit (1994)
- Kinderen geen bezwaar (2004-Medio 2005)
- Met één been in het graf (2006)
- Kees & Co (2004-2005)

Voor De schat schreef Kraus zelf het scenario.